# Geraldo Freire Soares
Geraldo Freire Soares CSsR (ur. 6 stycznia 1967 w Sertânia) – brazylijski duchowny rzymskokatolicki, biskup diecezjalny Iguatú od 2022.

## Życiorys
Urodził się 6 stycznia 1967 r. w Sertânia, diecezja Pesqueira (Pernambuco). Śluby zakonne złożył 11 lutego 1996 r. w Zgromadzeniu Najświętszego Odkupiciela. Święcenia kapłańskie przyjął 1 lipca 2000. Był m.in. wychowawcą domów zakonnych w Campina Grande i Arapiraca, a także wikariuszem biskupim archidiecezji Natal ds. zakonnych.
4 maja 2022 roku papież Franciszek mianował go biskupem Iguatú. Sakry udzielił mu 1 lipca 2022 biskup Bernardino Marchió, a 6 sierpnia 2022 odbyło się kanoniczne objęcie diecezji.